# دالاس اسمیت (خواننده)
دالاس هندری اسمیت (به انگلیسی: Dallas Hendry Smith) (متولد: ۴ دسامبر ۱۹۷۷) یک خواننده و ترانه‌سرای کانادایی است.